# Football League Championship 2019-2020
La Football League Championship 2019-2020 è la 117ª edizione del campionato inglese di calcio di seconda divisione, la trentaduesima con i play-off e a 24 squadre. La stagione, cominciata il 2 agosto 2019, sarebbe dovuta terminare nel maggio 2020 con la finale dei play-off, ma è stata posticipata a causa dell'emergenza dovuta alla pandemia di COVID-19 del 2019-2021.

## Avvenimenti

### Cambiamenti di squadra dalla scorsa stagione

#### Dalla Championship
Promosse in Premier League
- Norwich City
- Sheffield Utd
- Aston Villa

Retrocesse in League One
- Ipswich Town
- Bolton
- Rotherham Utd

#### In Championship
Retrocesse dalla Premier League
- Cardiff City
- Fulham
- Huddersfield Town

Promosse dalla League One
- Luton Town
- Barnsley
- Charlton

## Squadre partecipanti
| Squadra           | Stagione | Città                         | Stadio               | Stagione precedente                                 |
| ----------------- | -------- | ----------------------------- | -------------------- | --------------------------------------------------- |
| Barnsley          | dettagli | Barnsley                      | Oakwell Stadium      | 2° in Football League One, promosso                 |
| Birmingham City   | dettagli | Birmingham                    | St Andrew's Stadium  | 17° in Football League Championship                 |
| Blackburn         | dettagli | Blackburn                     | Ewood Park           | 15° in Football League Championship                 |
| Brentford         | dettagli | Londra (Brentford)            | Griffin Park         | 11° in Football League Championship                 |
| Bristol City      | dettagli | Bristol                       | Ashton Gate Stadium  | 8° in Football League Championship                  |
| Cardiff City      | dettagli | Cardiff                       | Cardiff City Stadium | 18° in Premier League, retrocesso                   |
| Charlton          | dettagli | Londra                        | The Valley           | 3° in Football League One, promosso dopo i play-off |
| Derby County      | dettagli | Derby                         | Pride Park Stadium   | 6° in Football League Championship                  |
| Fulham            | dettagli | Londra (Hammersmith e Fulham) | Craven Cottage       | 19° in Premier League, retrocesso                   |
| Huddersfield Town | dettagli | Huddersfield                  | John Smith's Stadium | 20° in Premier League, retrocesso                   |
| Hull City         | dettagli | Kingston upon Hull            | KC Stadium           | 13° in Football League Championship                 |
| Leeds Utd         | dettagli | Leeds                         | Elland Road          | 3° in Football League Championship                  |
| Luton Town        | dettagli | Luton                         | Kenilworth Road      | 1° in Football League One, promosso                 |
| Middlesbrough     | dettagli | Middlesbrough                 | Riverside Stadium    | 7° in Football League Championship                  |
| Millwall          | dettagli | Londra (Bermondsey)           | The Den              | 21° in Football League Championship                 |
| Nottingham Forest | dettagli | Nottingham                    | City Ground          | 9° in Football League Championship                  |
| Preston N.E.      | dettagli | Preston                       | Deepdale             | 14° in Football League Championship                 |
| QPR               | dettagli | Londra (White City)           | Loftus Road          | 19° in Football League Championship                 |
| Reading           | dettagli | Reading                       | Madejski Stadium     | 20° in Football League Championship                 |
| Sheffield Weds    | dettagli | Sheffield                     | Hillsborough Stadium | 12° in Football League Championship                 |
| Stoke City        | dettagli | Stoke-on-Trent                | Bet365 Stadium       | 16° in Football League Championship                 |
| Swansea City      | dettagli | Swansea                       | Liberty Stadium      | 10° in Football League Championship                 |
| West Bromwich     | dettagli | West Bromwich                 | The Hawthorns        | 4° in Football League Championship                  |
| Wigan             | dettagli | Wigan                         | DW Stadium           | 18° in Football League Championship                 |

### Allenatori e primatisti
Aggiornato al 30 maggio 2020
| Squadra              | Allenatore                                                              | Più presente                                                          | Cannoniere                         |
| -------------------- | ----------------------------------------------------------------------- | --------------------------------------------------------------------- | ---------------------------------- |
| Barnsley             | Daniel Stendel (1°-11°) Adam Murray (12°-16°) Gerhard Struber (17°-46°) | Conor Chaplin Alex Mowatt (37)                                        | Cauley Woodrow (14)                |
| Birmingham City      | Pep Clotet(1°-42°) Steve Spooner (43°-46°)                              | Lukas Jutkiewicz Kristian Pedersen (37)                               | Lukas Jutkiewicz (12)              |
| Blackburn Rovers     | Tony Mowbray                                                            | Christian Walton Adam Armstrong (37)                                  | Adam Armstrong (11)                |
| Brentford            | Thomas Frank                                                            | David Raya Ollie Watkins Rico Henry (37)                              | Ollie Watkins (22)                 |
| Bristol City         | Lee Johnson(1°-41°) Dean Holden (42°-46°)                               | Andreas Weimann (37)                                                  | Famara Diedhiou (10)               |
| Cardiff City         | Neil Warnock (1°-16°) Neil Harris (17°-46°)                             | Joe Bennett (35)                                                      | Lee Tomlin (7)                     |
| Charlton Athletic    | Lee Bowyer                                                              | Dillon Phillips (37)                                                  | Lyle Taylor (11)                   |
| Derby County         | Phillip Cocu                                                            | Martyn Waghorn (37)                                                   | Martyn Waghorn (12)                |
| Fulham               | Scott Parker                                                            | Ivan Cavaleiro (36)                                                   | Aleksandar Mitrović (23)           |
| Huddersfield Town    | Jan Siewert (1°-3°) Danny Cowley (4°-45°) Danny Schofield (46°)         | Christopher Schindler (37)                                            | Karlan Grant (16)                  |
| Hull City            | Grant McCann                                                            | George Long (37)                                                      | Jarrod Bowen (16)                  |
| Leeds United         | Marcelo Bielsa                                                          | Mateusz Klich Stuart Dallas Hélder Costa Ben White Jack Harrison (37) | Patrick Bamford (13)               |
| Luton Town           | Graeme Jones (1°-23°) Nathan Jones (24°-46°)                            | James Collins Ryan Tunnicliffe Matty Pearson (37)                     | James Collins (11)                 |
| Middlesbrough        | Jonathan Woodgate(1°-38°) Neil Warnock (39°-46°)                        | Ashley Fletcher Lewis Wing (34)                                       | Ashley Fletcher (8)                |
| Millwall             | Neil Harris (1°-10°) Gary Rowett (11°-46°)                              | Bartosz Białkowski Thomas Bradshaw Jake Cooper (37)                   | Matt Smith Jed Wallace (10)        |
| Nottingham Forest    | Sabri Lamouchi                                                          | Ben Watson Joe Worrall (37)                                           | Lewis Grabban (17)                 |
| Preston North End    | Alex Neil                                                               | Declan Rudd (37)                                                      | Daniel Johnson (11)                |
| Queens Park Rangers  | Mark Warburton                                                          | Eberechi Eze (37)                                                     | Nahki Wells (13)                   |
| Reading              | José Gomes (1°-11°) Mark Bowen (12°-46°)                                | Michael Morrison Liam Moore (36)                                      | George Pușcaș (9)                  |
| Sheffield Wednesday  | Steve Bruce (fino al 17 luglio) Garry Monk (7°-46°)                     | Barry Bannan (35)                                                     | Steven Fletcher (13)               |
| Stoke City           | Nathan Jones (1°-14°) Rory Delap (15°) Michael O'Neill (16°-46°)        | Sam Clucas (36)                                                       | Sam Clucas (10)                    |
| Swansea City         | Steve Cooper                                                            | Matt Grimes Freddie Woodman (37)                                      | André Ayew (12)                    |
| West Bromwich Albion | Slaven Bilić                                                            | Sam Johnstone (37)                                                    | Hal Robson-Kanu (10)               |
| Wigan Athletic       | Paul Cook                                                               | Jamal Lowe (37)                                                       | Cheyenne Dunkley Kieffer Moore (6) |

## Classifica finale
Aggiornata al 23 luglio 2020.
|  | Pos. | Squadra           | Pt | G  | V  | N  | P  | GF | GS | DR  |
|  | ---- | ----------------- | -- | -- | -- | -- | -- | -- | -- | --- |
|  | 1.   | Leeds Utd         | 93 | 46 | 28 | 9  | 9  | 77 | 35 | +42 |
|  | 2.   | West Bromwich     | 83 | 46 | 22 | 17 | 7  | 77 | 45 | +32 |
|  | 3.   | Brentford         | 81 | 46 | 24 | 9  | 13 | 80 | 38 | +42 |
|  | 4.   | Fulham            | 81 | 46 | 23 | 12 | 11 | 64 | 48 | +16 |
|  | 5.   | Cardiff City      | 73 | 46 | 19 | 16 | 11 | 68 | 58 | +10 |
|  | 6.   | Swansea City      | 70 | 46 | 18 | 16 | 12 | 62 | 53 | +9  |
|  | 7.   | Nottingham Forest | 70 | 46 | 18 | 16 | 12 | 58 | 50 | +8  |
|  | 8.   | Millwall          | 68 | 46 | 17 | 17 | 12 | 57 | 51 | +6  |
|  | 9.   | Preston N.E.      | 66 | 46 | 18 | 12 | 16 | 59 | 54 | +5  |
|  | 10.  | Derby County      | 64 | 46 | 17 | 13 | 16 | 62 | 64 | -2  |
|  | 11.  | Blackburn         | 63 | 46 | 17 | 12 | 17 | 66 | 63 | +3  |
|  | 12.  | Bristol City      | 63 | 46 | 17 | 12 | 17 | 60 | 65 | -5  |
|  | 13.  | QPR               | 58 | 46 | 16 | 10 | 20 | 67 | 76 | -9  |
|  | 14.  | Reading           | 56 | 46 | 15 | 11 | 20 | 59 | 58 | +1  |
|  | 15.  | Stoke City        | 56 | 46 | 16 | 8  | 22 | 62 | 68 | -6  |
|  | 16.  | Sheffield Weds    | 56 | 46 | 15 | 11 | 20 | 58 | 66 | -8  |
|  | 17.  | Middlesbrough     | 53 | 46 | 13 | 14 | 19 | 48 | 61 | -13 |
|  | 18.  | Huddersfield Town | 51 | 46 | 13 | 12 | 21 | 52 | 70 | -18 |
|  | 19.  | Luton Town        | 51 | 46 | 14 | 9  | 23 | 54 | 82 | -28 |
|  | 20.  | Birmingham City   | 50 | 46 | 12 | 14 | 20 | 54 | 75 | -21 |
|  | 21.  | Barnsley          | 49 | 46 | 12 | 13 | 21 | 49 | 69 | -20 |
|  | 22.  | Charlton          | 48 | 46 | 12 | 12 | 22 | 50 | 65 | -15 |
|  | 23.  | Wigan (-12)       | 47 | 46 | 15 | 14 | 17 | 57 | 56 | +1  |
|  | 24.  | Hull City         | 45 | 46 | 12 | 9  | 25 | 57 | 87 | -30 |

Legenda:
      Promosse in Premier League 2020-2021
 Ammesse ai play-off per un posto in Premier League 2020-2021
      Retrocesse in Football League One 2020-2021
Note:
Tre punti per la vittoria, uno per il pareggio, zero per la sconfitta.
A seguito dell'entrata in amministrazione controllata, il Wigan è stato penalizzato di 12 punti. In conformità con i regolamenti EFL, i tempi della sanzione sportiva sono stati determinati solo dopo aver determinato i piazzamenti finali in campionato della stagione in corso. Dal momento che il club non ha chiuso la stagione in zona retrocessione, la sanzione è stata applicata alla classifica finale, modificando i verdetti del campo.

## Play-off
Tabellone
|  | Semifinali | Semifinali   | Semifinali | Semifinali | Semifinali |  |  | Finale       | Finale       | Finale |  |
|  |            |              |            |            |            |  |  |              |              |        |  |
|  | 6          | Swansea City | 1          | 1          | 2          |  |  |              |              |        |  |
|  | 3          | Brentford    | 0          | 3          | 3          |  |  | Brentford    | Brentford    | 1      |  |
|  | 5          | Cardiff City | 0          | 2          | 2          |  |  | Fulham (dts) | Fulham (dts) | 2      |  |
|  | 4          | Fulham       | 2          | 1          | 3          |  |  |              |              |        |  |

### Semifinali
| Squadra 1    | Totale | Squadra 2 | Andata | Ritorno |
| ------------ | ------ | --------- | ------ | ------- |
| Swansea City | 2 - 3  | Brentford | 1 - 0  | 1 - 3   |
| Cardiff City | 2 - 3  | Fulham    | 0 - 2  | 2 - 1   |

### Finale
| Arbitro: | Atkinson |

|                  |           |                  |
| Dalsgaard 120+4’ | Marcatori | 105’, 117’ Bryan |

## Statistiche

### Individuali

#### Classifica marcatori
Aggiornata al 23 luglio 2020
| Gol |  |  | Giocatore           | Squadra                            |
| --- |  |  | ------------------- | ---------------------------------- |
| 26  |  |  | Aleksandar Mitrović | Fulham                             |
| 25  |  |  | Ollie Watkins       | Brentford                          |
| 20  |  |  | Lewis Grabban       | Nottingham Forest                  |
| 19  |  |  | Karlan Grant        | Huddersfield Town                  |
| 18  |  |  | Nahki Wells         | Queens Park Rangers / Bristol City |
| 17  |  |  | Saïd Benrahma       | Brentford                          |
| 16  |  |  | Adam Armstrong      | Blackburn Rovers                   |
| 16  |  |  | Jarrod Bowen        | Hull City                          |
| 16  |  |  | Patrick Bamford     | Leeds                              |
| 15  |  |  | Bryan Mbeumo        | Brentford                          |
| 15  |  |  | André Ayew          | Swansea City                       |
| 14  |  |  | Eberechi Eze        | Queens Park Rangers                |
| 14  |  |  | Lukas Jutkiewicz    | Birmingham City                    |
| 14  |  |  | James Collins       | Luton Town                         |
| 14  |  |  | Cauley Woodrow      | Barnsley                           |